# Kevin Mullin

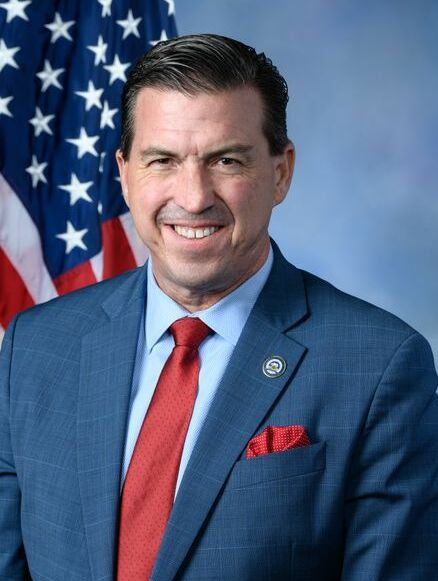
Kevin Mullin (2023)

Kevin Mullin (* 15. Juni 1970 in San Mateo County, Kalifornien) ist ein US-amerikanischer Politiker der Demokratischen Partei. Seit Januar 2023 vertritt er den 15. Distrikt des Bundesstaats Kalifornien im US-Repräsentantenhaus. Von 2012 bis 2022 war er Mitglied der California State Assembly.

## Leben
Kevin Mullin, der Sohn des Politikers Gene Mullin, besuchte bis 1988 die Junipero Serra High School, worauf er 1992 einen Bachelor of Arts in Kommunikationswissenschaften von der University of San Francisco und 1998 einen Master of Public Administration von der San Francisco State University erhielt. Auch besuchte er die Harvard Kennedy School. Nach seinem Studium assistierte er von 1998 bis 2001 der demokratischen Politikerin Jackie Speier, die zu dem Zeitpunkt Mitglied des Senats von Kalifornien war. Darauf gründete er das Unternehmen KM2 Communications.
Er ist mit Jessica Mullin verheiratet und hat zwei Söhne.

## Politische Laufbahn
Mullin war von 2007 bis 2012 Stadtrat und 2010 bis 2011 Bürgermeister von South San Francisco sowie zu Ende seiner Amtszeit als Stadtrat Mitglied der Metropolitan Transportation Commission.
2012 wurde Mullin als Kandidat der Demokraten mit 71,4 % der Stimmen in die California State Assembly gewählt. 2014, 2016, 2018 und 2020 wurde er mit mehr als 70 % der Stimmen wiedergewählt. Von 2014 bis 2022 war er Sprecher pro tempore der State Assembly.
2022 trat er aus der State Assembly zurück, um für den Posten des Vertreters des 15. Distrikt Kaliforniens im Repräsentantenhaus zu kandidieren, der bisher von Eric Swalwell vertreten wurde. Er stellte sich nämlich im 14. Distrikt zur Wahl. Die Vorwahlen Kaliforniens sind nicht nach Parteien getrennt, stattdessen qualifizieren sich die zwei Kandidaten mit den meisten Stimmen für die Hauptwahl. Diese waren allerdings die Demokraten Mullin mit 41,7 % der Stimmen und David Canepa mit 23,9 % der Stimmen; der Republikaner Gus Mattammal erreichte einen Stimmanteil von nur 16,6 %. In der Hauptwahl zwischen den Parteifreunden gewann Mullin mit 56,1 % der Stimmen. Er wurde am 7. Januar 2023 als Mitglied des Repräsentantenhauses des 118. Kongresses vereidigt. 2024 gewannen Mullin und die Republikanerin Anna Cheng Kramer die offene Vorwahl und traten im November zur Stichwahl gegeneinander an. Er gewann die Stichwahl zum 119. Kongress mit 73,1 %.